# Алі II (емір Тбілісі)
Алі II (д/н — 1032) — 12-й емір аль-Тефеліса у 981—1032 роках.

## Життєпис
Походив з династії Джаффаридів. Син еміра Джафара II. Спадкував владу 981 року. Загалом продовжував внутрішню і зовнішню політику попереднкиів.
Найбільшу загрозу становив Баграт III, що зміг об'єднати Абхазію і Тао-Кларджеті. В боротьбі з ним союзником виступив кахетінський еріставі Давид I. Згодом також Алі II визнав зверхність Гянджинського емірату.
Став останнім тбіліським еміром, від панування якого збереглися карбовані срібні дирхеми. При цьому карбував їх зі своїм ім'ям та ім'ям багдадського халіфа ат-Таї, навіть після повалення того. Ймовірно 1010 року визнав зверхність Баграта III. Також згадується у грамоті Мелхіседека I, католикоса Картлі, де йдеться, що Алі II скасував податки на свою користь, які раніше бралися з Мцхетського собору.
Остання письмова згадка про Алі II відноситься до 1011 року. Втім вважається, що він панував до 1032 року. Йому спадкував син Джафар III.